# Португал, Маркуш
Маркуш Португал (порт. Marcos António da Fonseca Simão, известен как порт. Marcos António Portugal, итал. Marco Portogallo, 24 марта 1762, Лиссабон — 17 февраля 1830, Рио-де-Жанейро) — португальский и бразильский композитор-классик и органист.

## Биография
Учился в Лиссабоне у Жоана де Соуза Карвалью. В 14 лет сочинил свою первую музыкальную пьесу Miserere. С 1785 — дирижёр лиссабонского Театру-ду-Салитри. В 1792 переехал для продолжения учёбы в Неаполь. Прожил в Италии до 1800, за это время сочинил свыше 20 опер сериа и буффа для театров Неаполя и других городов. Затем вернулся на родину, возглавил королевскую капеллу и оперный театр Сан-Карлуш. В 1807 португальский королевский двор, спасаясь от Наполеоновских войн, переехал в Рио-де-Жанейро; Португал вместе с братом присоединились к нему в 1811. В Рио-де-Жанейро Португал возглавил Королевскую капеллу, стал директором Королевского театра Св. Иоанна, учил музыке будущего императора Бразилии Педру I.

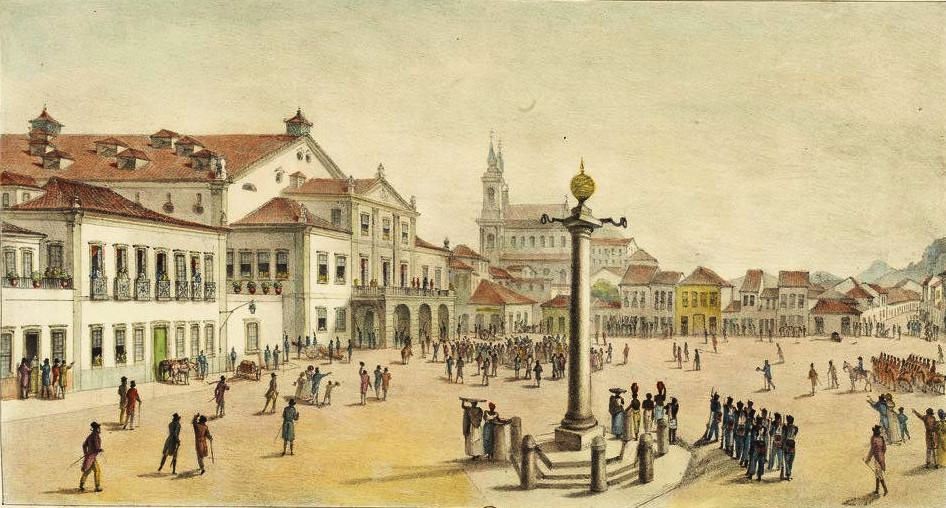
Жан-Батист Дебре. Королевский театр в Рио-де-Жанейро, 1834

## Творчество
Сочинял как церковную, так и светскую музыку, написал множество опер, в том числе на либретто Гольдони и Метастазио.

## Сочинения

### Духовная музыка

#### Мессы
- Missa (1788)
- Missa Grande (Kyrie & Gloria, 1790?)
- Credo (Credo, Sanctus, Benedictus, Agnus Dei, 1795)
- Missa (1806)
- Missa breve (1806)
- Missa (Kyrie & Gloria, 1807; 2-я редакция 1814)
- Credo (1807, 2-я редакция 1808)
- Missa Festiva (Kyrie & Gloria, 1810)
- Credo (1810)
- Missa de Requiem (1816)
- Credo (1817)
- Missa festiva (1817)
- Missa Breve (1824)

#### Псалмы и другие литургические сочинения
- Matinas da Conceição (1795)
- Te Deum (1795)
- Te Deum (1800)
- Vespro della Beata Virgine (без Magnificat, 1800/1803)
- Matinas da Conceição (1802)
- Te Deum (1802)
- Matinas de S. Francisco (1804)
- Vésperas alternadas (1804)
- Matinas de S. António (1807)
- Matinas de Sexta-feira Santa (1807, 2-я редакция 1813)
- Matinas de S. Pedro Regalado (1807)
- Matinas de defuntos (1812)
- Miserere para Quinta feira Santa (1807, 2-я редакция (1813)
- Te Deum (1807, 2-я редакция 1813)
- Matinas da Epifania (1807, 2-я редакция 1812)
- Matinas do Natal (1811)
- Vésperas de Natal (1812)
- Matinas de S. Sebastião (1814)
- Te Deum (1817)

### Сочинения для театра
- Добрые друзья/ Os bons amigos (farsa o intermezzo, 1786, Lisboa)
- A casa de café (farsa o intermezzo, 1787, Lisboa)
- A castanheira ou a Brites Papagaia (intermezzo, 1788, Lisboa)
- Супружеская любовь/ O amor conjugal (dramma serio, 1789. Lisbona)
- O amor artifice (farsa o intermezzo, по либретто Карло Гольдони L’amore artigiano, 1790, Lisboa)
- A noiva fingida (drama jocoso, по либретто Джузеппе Мария Деодатти Le trame deluse, 1790, Lisboa)
- O amante militar (intermezzo, по Карло Гольдони, 1791, Lisboa)
- O lunático iludido (O mondo da lua) (drama, по либретто Гольдони Il mondo della luna, 1791, Lisboa)
- La confusione della somiglianza o siano I due gobbi (dramma giocoso, по либретто Созмо Маццини, 1793, Florencia)
- Поэт в деревне/ Il poeta in campagna (dramma giocoso, по либретто Саверио Дзини, 1793, Parma)
- Цинна/ Il Cinna (dramma serio, libreto de Angelo Anelli, 1793, Florencia)
- Rinaldo d’Este (commedia per música, libreto de Giuseppe Maria Foppa, 1794, Venecia)
- Lo spazzacamino principe (commedia per música, libreto de Giuseppe Maria Foppa, 1794, Venecia)
- Демофонт/ Il Demofoonte (dramma per música, по либретто Пьетро Метастазио, 1794, Milán)
- La vedova raggiratrice o siano I due sciocchi delusi (dramma giocoso, 1794, Florencia)
- Lo stratagemma ossiano I due sordi (intermezzo, libreto de Giuseppe Maria Foppa, 1795, Florencia)
- L’avventuriere (farsa, libreto de Caterino Mazzolà, 1795, Florencia)
- L’inganno poco dura (commedia, libreto de Saverio Zini, 1796, Nápoles)
- Zulima (dramma per música, libreto de Francesco Gonella di Ferrari, 1796, Florencia)
- La donna di genio volubile (dramma giocoso, libreto de Giovanni Bertati, 1796, Venecia)
- Возвращение Ксеркса/ Il ritorno di Serse (dramma serio, libretto di Francesco Gonella di Ferrari, 1797, Florencia)
- Le Donne Cambiate (farsa, libreto de Giuseppe Maria Foppa, 1797, Venecia)
- Fernando nel Messico (dramma per música, libreto de Filippo Tarducci, 1798, Venecia)
- La maschera fortunata (farsa, libreto de Giuseppe Maria Foppa, 1798, Venezia)
- L’equivoco in equivoco (farsa, libreto de Giuseppe Maria Foppa, 1798, Verona)
- Горации и Куриации/ Gli Orazi e Curiazi (tragedia per música, libreto de Simeone Antonio Sografi, 1798, Ferrara)
- La madre virtuosa (operetta di sentimento, libreto de Giuseppe Maria Foppa, 1798, Venezia)
- Алкест/ Alceste (tragedia per música, libreto de Simeone Antonio Sografi, 1798, Venezia)
- Non irritar le donne ossia Il chiamantesi filosofo (farsa, libreto de Giuseppe Maria Foppa, 1798, Venezia)
- Безумный день, или Женитьба Фигаро/ La pazza giornata ovvero Il matrimonio di Figaro (dramma comico per música, libreto de Gaetano Rossi, 1799, Venezia)
- Idante ovvero I sacrifici d’Eccate (dramma per música, libreto de Giovanni Schmidt, 1800, Milán)
- Адраст, царь Египетский/ Adrasto re d’Egitto (dramma per música, libreto de Giovanni De Gamerra, 1800, Lisboa)
- Смерть Семирамиды/ La morte di Semiramide (dramma serio, libreto de Giuseppe Caravita, 1801, Lisboa)
- La Zaira (tragedia per música, libreto de Mattia Botturini, 1802, Lisboa)
- Il trionfo di Clelia (dramma serio, libreto de Simeone Antonio Sografi, 1802, Lisboa)
- Софонисба/ La Sofonisba (dramma serio, libreto de Del Mare, 1803, Lisboa)
- Дидона/ Didone (dramma serio, по либретто Пьетро Метастазио, 1803, Lisboa)
- Меропа/ La Merope (dramma serio, libreto de Mattia Botturini, 1804, Lisboa)
- L’oro non compra amore (dramma giocoso, libreto de Giuseppe Caravita, 1804, Lisboa)
- Il duca di Foix (dramma per música, libreto de Giuseppe Caravita, 1805, Lisboa)
- Ginevra di Scozia (dramma eroico per música, libreto de Gaetano Rossi, 1805, Lisboa)
- Смерть Митридата/ La morte di Mitridate (tragedia per música, libreto de Simeone Antonio Sografi, 1806, Lisboa)

- Артаксеркс/ Artaserse (dramma serio, по либретто Пьетро Метастазио, 1806, Lisboa)
- La Speranza o sia l`Augurio Felice (1808) — финал кантаты c 1809 до 1826 был гимном Португалии
- A saloia namorada (farsa, libreto de Domingos Caldas Barbosa, 1812, Río de Janeiro)
- Augurio di felicità ossia Il trionfo d’amore (serenata, либретто Маркуша Португала и Пьетро Метастазио, 1817, Río de Janeiro)

## Память
- В 2014 году в Португалии выпущена в обращение монета номиналом в 2,5 евро, посвящённая Маркушу Португалу[3].